# 弗里霍爾德 (紐約州)
弗里霍爾德（英語：Freehold）是位於美國紐約州格林縣的非建制地區。

## 歷史
弗里霍爾德的郵局自1800年營運至今。

## 地理
弗里霍爾德所處的海拔為高於海平面129米（即423英呎），而該地所採用的時區為UTC-5，即北美东部时区（EST）。同時該地設有夏令時間，為UTC-5調快一小時，即UTC-4（EDT）。